# ديفيد فرانكل (شخصية أعمال)
ديفيد فرانكل (بالإنجليزية: David Frankel)‏ هو شخصية أعمال جنوب أفريقي، ولد في 26 نوفمبر 1970 في جوهانسبرغ في جنوب أفريقيا.